# Wörterbuch der Ungarndeutschen Mundarten
Das Wörterbuch der Ungarndeutschen Mundarten ist ein an der Eötvös-Loránd-Universität angesiedeltes Projekt eines großlandschaftlichen Dialektwörterbuchs, das den Wortschatz der ungarndeutschen Mundarten in ihrer lautlichen, grammatikalischen und bedeutungsmäßigen Eigenart erfasst.

## Geschichte
Ende des 18. Jahrhunderts lebten im damaligen Vielvölkerstaat Ungarn mehr als eine Million Deutsche, die vor allem in der Landwirtschaft tätig waren. Es gab aber auch eine blühende deutsche Kultur mit literarischen Werken, Zeitungen, Zeitschriften und Kalendern in den Städten. Mit der Vertreibung der Deutschen zwischen 1945 und 1948 wurden die verbleibenden Deutschen in Ungarn zahlenmäßig zu einer kleinen Minderheit. Eine Volksbefragung im Jahr 2011 ergab eine Zahl von 132.000 Personen, die als ihre nationale Zugehörigkeit Deutsch angaben, sowie 32.000 Ungarn, die als ihre Muttersprache Deutsch angaben. 96.000 Ungarn gaben an, zu Hause deutsch zu sprechen. Die ungarndeutschen Mundarten sind Sprachinselmundarten und zeigen zahlreiche Facetten des Sprachgebrauchs einer Sprachinselminderheit.
Erste Überlegungen zu einem Wörterbuch der ungarndeutschen Mundarten stellte bereits Anfang des 20. Jahrhunderts Heinrich Schmidt (1877–1954) an, Professor an der Universität Szeged. Auch Karl Mollay benannte 1960 die Erstellung eines Wörterbuchs der ungarndeutschen Mundarten als wichtiges Ziel.
Das Projekt ist heute am Germanistischen Institut der Eötvös-Loránd-Universität Budapest angesiedelt und hat das Ziel, die stark im Rückgang befindlichen ungarndeutschen Mundarten zu erfassen.
Das wichtigste Standbein des entstehenden Wörterbuchs bildet der erste Halbband des 2008 erschienenen Ungarndeutschen Sprachatlasses mit seinen 230 Lemmata, bzw. die Lemmata des zweiten Halbbandes des Sprachatlasses.